# Promozione Sardegna 1983-1984
Nella stagione 1983-1984 la Promozione era il sesto livello del calcio italiano (il massimo livello regionale). 
Il campionato è strutturato in vari gironi all'italiana su base regionale, gestiti dai Comitati Regionali di competenza. Promozioni alla categoria superiore e retrocessioni in quella inferiore non erano sempre omogenee; erano quantificate all'inizio del campionato dal Comitato Regionale secondo le direttive stabilite dalla Lega Nazionale Dilettanti, ma flessibili, in relazione al numero delle società retrocesse dal Campionato Interregionale e perciò, a seconda delle varie situazioni regionali, la fine del campionato poteva avere degli spareggi sia di promozione che di retrocessione.
Questo è il campionato regionale della regione Sardegna organizzato dal Comitato Regionale Sardo.

## Girone A

### Squadre partecipanti
| Squadra                   |                       |
| ------------------------- | --------------------- |
| U.S. Andromeda Siurgus    | Siurgus Donigala (CA) |
| U.S. Atletico             | Cagliari (CA)         |
| S.S. Carloforte           | Carloforte (SU)       |
| S.S.R. Decimoputzu        | Decimoputzu (SU)      |
| Pol. Fersulcis            | Iglesias (SU)         |
| Pol. Iglesias             | Iglesias (SU)         |
| Pol. Isili Calcio         | Isili (SU)            |
| Pol. Libertas Barumini    | Barumini (SU)         |
| U.S. Mandas               | Mandas (SU)           |
| U.S. Orione Selargius     | Selargius (CA)        |
| G.S. Pirri                | Pirri (CA)            |
| Pol. Pula INA             | Pula (CA)             |
| G.S. Sestu                | Sestu (CA)            |
| U.S. San Sperate          | San Sperate (SU)      |
| U.S. Torpedo              | Villasor (SU)         |
| U.S. Tortolì Autogliastra | Tortolì (NU)          |

### Classifica finale
|  | Pos. | Squadra                            | Pt | G  | V  | N  | P  | GF | GS | DR  |
|  | ---- | ---------------------------------- | -- | -- | -- | -- | -- | -- | -- | --- |
|  | 1.   | Pol. Fersulcis, Iglesias           | 40 | 30 | 15 | 10 | 5  | 40 | 21 | +19 |
|  | 2.   | Pol. Pula I.N.A., Pula             | 40 | 30 | 15 | 10 | 5  | 30 | 15 | +15 |
|  | 3.   | G.S. Pirri, Pirri                  | 35 | 30 | 11 | 13 | 6  | 27 | 16 | +11 |
|  | 3.   | U.S. Mandas, Mandas                | 35 | 30 | 12 | 11 | 7  | 30 | 24 | +6  |
|  | 5.   | U.S. Andromeda, Siùrgus Donigala   | 34 | 30 | 10 | 14 | 6  | 26 | 23 | +3  |
|  | 6.   | U.S. Tortolì Autogliastra, Tortolì | 32 | 30 | 11 | 10 | 9  | 35 | 24 | +11 |
|  | 6.   | U.S. San Sperate, San Sperate      | 32 | 30 | 12 | 8  | 10 | 36 | 34 | +2  |
|  | 8.   | S.S. Carloforte, Carloforte        | 30 | 30 | 11 | 8  | 11 | 38 | 28 | +10 |
|  | 9.   | S.S.R. Decimoputzu, Decimoputzu    | 29 | 30 | 10 | 9  | 11 | 22 | 40 | -18 |
|  | 10.  | G.S. Sestu, Sestu                  | 28 | 30 | 7  | 14 | 9  | 30 | 28 | +2  |
|  | 11.  | G.S. Orione, Selargius             | 27 | 30 | 8  | 11 | 11 | 23 | 33 | -10 |
|  | 12.  | Pol. Libertas Barumini, Barumini   | 26 | 30 | 10 | 6  | 14 | 35 | 43 | -8  |
|  | 12.  | U.S. Isili Calcio, Isili           | 26 | 30 | 8  | 10 | 12 | 26 | 40 | -14 |
|  | 14.  | U.S. Atletico, Cagliari            | 25 | 30 | 9  | 7  | 14 | 31 | 40 | -9  |
|  | 15.  | U.S. Torpedo, Villasor             | 22 | 30 | 7  | 5  | 18 | 29 | 39 | -10 |
|  | 16.  | Pol. Iglesias, Iglesias            | 19 | 30 | 7  | 5  | 18 | 29 | 39 | -10 |

- Il Fersulcis è promosso in Interregionale dopo spareggio con il Pula I.N.A.

## Girone B

### Squadre partecipanti
| Squadra             |                          |
| ------------------- | ------------------------ |
| U.S. Castelsardo    | Castelsardo (SS)         |
| U.S. Gonnosfanadiga | Gonnosfanadiga (SS)      |
| S.P. Ittiri         | Ittiri (SS)              |
| Pol. La Maddalena   | La Maddalena (SS)        |
| S.S. Lauras         | Luras (SS)               |
| A.S. Macomer        | Macomer (NU)             |
| Pol. Malaspina      | Osilo (SS)               |
| U.S. Monreale       | San Gavino Monreale (CA) |
| U.S. Oristanese     | Oristano (OR)            |
| Pol. Ossese         | Ossi (SS)                |
| S.S. Ozierese       | Ozieri (SS)              |
| U.S. Palau          | Palau (SS)               |
| A.C. Portotorres    | Porto Torres (SS)        |
| U.S. San Giorgio    | Perfugas (SS)            |
| S.S. Tavolara       | Olbia (OT)               |
| Pol. Thiesi         | Thiesi (SS)              |

### Classifica finale
|  | Pos. | Squadra                             | Pt | G  | V  | N  | P  | GF | GS | DR  |
|  | ---- | ----------------------------------- | -- | -- | -- | -- | -- | -- | -- | --- |
|  | 1.   | S.C. Ozierese, Ozieri               | 47 | 30 | 21 | 5  | 4  | 55 | 14 | +41 |
|  | 2.   | A.C. Portotorres, Porto Torres      | 46 | 30 | 21 | 4  | 5  | 48 | 21 | +27 |
|  | 3.   | A.S. Macomer, Macomer               | 41 | 30 | 16 | 9  | 5  | 44 | 19 | +25 |
|  | 4.   | U.S. Monreale, San Gavino Monreale  | 38 | 30 | 15 | 8  | 7  | 38 | 27 | +11 |
|  | 5.   | S.S. Lauras, Luras                  | 35 | 30 | 12 | 11 | 7  | 45 | 25 | +20 |
|  | 6.   | Pol. Thiesi, Thiesi                 | 33 | 30 | 13 | 7  | 10 | 32 | 24 | +8  |
|  | 7.   | S.P. Ittiri, Ittiri                 | 30 | 30 | 10 | 10 | 10 | 30 | 23 | +7  |
|  | 7.   | Pol. Maddalena, La Maddalena        | 30 | 30 | 11 | 8  | 11 | 46 | 46 | 0   |
|  | 7.   | Pol. Malaspina, Osilo               | 30 | 30 | 11 | 8  | 11 | 34 | 34 | 0   |
|  | 10.  | U.S. Castelsardo, Castelsardo       | 26 | 30 | 10 | 6  | 14 | 37 | 42 | -5  |
|  | 11.  | G.S. Tavolara, Tavolara             | 25 | 30 | 8  | 9  | 13 | 28 | 38 | -10 |
|  | 12.  | U.S. Oristanese, Oristano           | 24 | 30 | 7  | 10 | 13 | 34 | 41 | -7  |
|  | 12.  | U.S. San Giorgio, Perfugas          | 24 | 30 | 9  | 6  | 15 | 26 | 44 | -18 |
|  | 14.  | U.S. Palau, Palau                   | 23 | 30 | 6  | 11 | 13 | 30 | 43 | -13 |
|  | 15.  | U.S. Gonnosfanadiga, Gonnosfanadiga | 22 | 30 | 6  | 10 | 14 | 24 | 38 | -14 |
|  | 16.  | Pol. Ossese, Ossi                   | 6  | 30 | 1  | 4  | 25 | 19 | 91 | -72 |

- Portotorres ammesso all'Interregionale per delibera della Lega Nazionale Dilettanti.